# Бешбармаг
Бешбармаг (азерб. Beşbarmaq) — гора в Азербайджані, розташована на південний схід від міста Сіазань, у 80 км від Баку, неподалік від узбережжя Каспійського моря. У народі відома також як гора Хідр Зінда і є місцем паломництва.

## Етимологія
Слово «бешбармаг» з азербайджанського і з тюркських мов перекладається як «п'ять пальців», бо обриси гори нагадують п'ять пальців руки.

## Історія

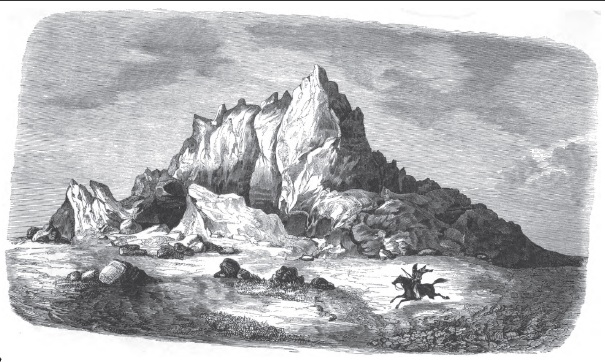
Бешбармаг на малюнку Георга Гогенфельдена 1850 року

Гора, завдяки своїй висоті та формі, з незапам'ятних часів була відмінним орієнтиром для мореплавців. За горою знаходяться руїни стародавнього міста Хурсангала.
У підніжжя гори Бешбармаг розташоване святе місце «Бенкет Хідр Зунджа», де зупиняються подорожні для здійснення молитви та поклоніння.

## Міфи та легенди про Бешбармаг

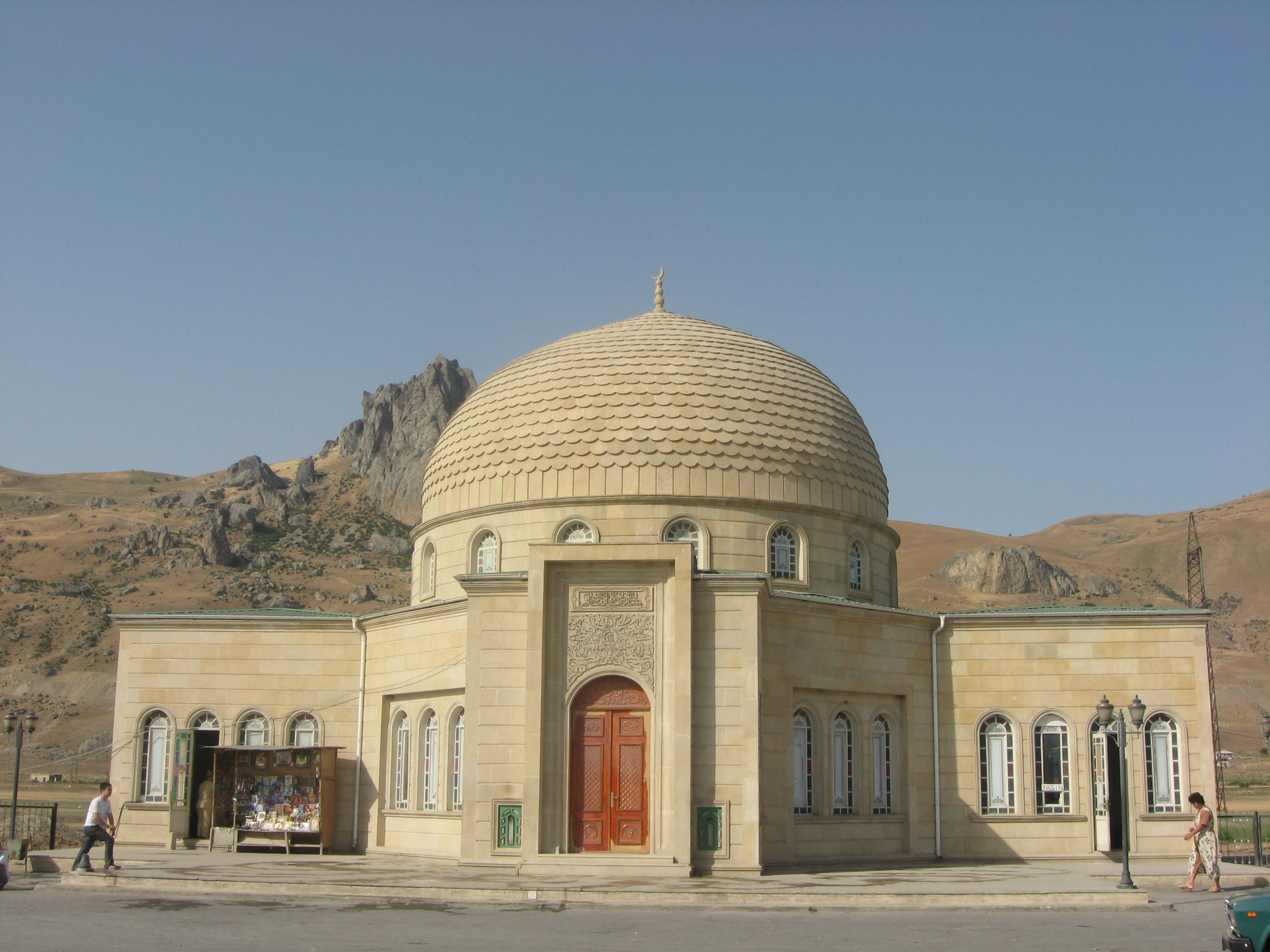
Бенкет Хідр Зунджа

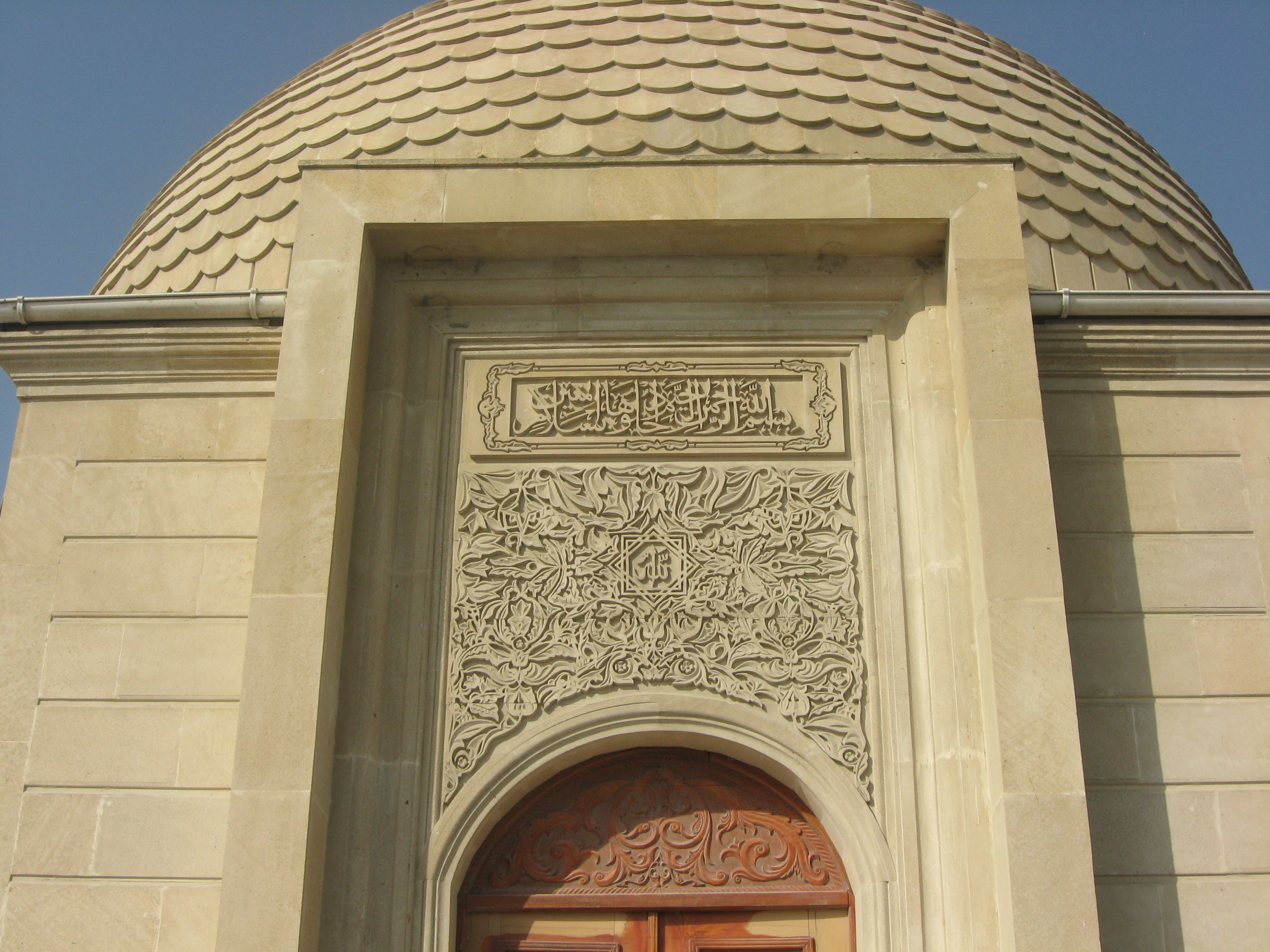
Напис над дверима в Бенкет

Існує міф про те, що нібито пророк Хізр (Хідр),  міфічна істота в зелених шатах в пошуках еліксиру життя, побував в околицях гори, де і знайшов джерело «живої води» в підземному царстві. Де випивши з нього, знайшов безсмертя. Через це місце стали називати його ім'ям — Хізр Зінда (Хідр Зунджа).
За однією з версій, Зуль-Карнайна в пошуку живої води звернувся до Хізр. Пророк відвів його до двох джерел, де з одного текло молоко, а з іншого каламутна вода. Іскандеру він дозволив випити тільки з одного джерела. Той вибрав молоко. Хізр же випив мутну, завдяки чому і знайшов безсмертя.
На вершині гори є джерело. За переказами, це сльози пророка передали джерела цілющу силу. До вершини гори веде вузька слизька стежка. За повір'ям, людина з чистими помислами пройде цей шлях без особливих труднощів, погана ж може зірватися. У тих, хто дійшов до джерела бажання обов'язково повинно здійснитись.